# Armande Félice de La Porte Mazarin
Armande Félice de La Porte Mazarin (Versalhes, 3 de setembro de 1691 – Versalhes, 14 de outubro de 1729), princesa de Orange e marquesa de Nesle, foi uma nobre francesa. Ficou conhecida pelo famoso duelo que travou por seu amante com outra nobre, bem como por ser a mãe das celébres cinco irmãs de Nesle, das quais quatro foram amantes do rei Luís XV de França.

## Biografia
Nascida em 3 de setembro de 1691, em Versalhes, Armande Félice de La Porte Mazarin era filha de Paul Jules de La Porte, duque de La Meilleraye, duque de Mazarin, e Charlotte Félice Armande de Durfort-Duras. Era neta de Armand Charles de La Porte, duque de La Meilleraye e Hortênsia Mancini, duquesa de Mazarin, sobrinha do cardeal Mazarin, ministro-chefe da França 1642 até a sua morte em 1661.
Em 2 de abril de 1709, ela se casou, no Palácio do Arcebispo de Paris, com Louis III de Mailly-Nesle (1689-1767), príncipe de Orange e marquês de Nesle. O casal teve cinco filhas:
1. Louise Julie (1710–1751), condessa de Mailly. Em 1726, ela se casou com seu primo Louis-Alexandre, conde de Mailly. Em 1733 ela se tornou amante de Luís XV e em 1736 sua favorita. Ela foi substituída em 1739 por sua irmã Pauline Félicité. Ela voltou a ser a favorita em 1741, mas foi dispensada da corte em 1742 a pedido de sua irmã Marie-Anne, também amante do rei francês;[8]
2. Pauline Félicité (1712–1741), marquesa de Vintimille. Amante de Luís XV, a quem deu à luz um filho, Charles de Vintimille, conhecido como "Pequeno Luís".[9] Em 1739 ela se casou com Jean-Baptiste (1720-1777), marquês de Vintimille;
3. Diane-Adélaïde (1713–1760), duquesa de Lauraguais. Ela se casou com Louis de Brancas, duque de Villars e Lauraguais. Dama de companhia da delfina, ela foi notada pelo rei, que a fez sua amante;[10]
4. Hortense-Félicité (1715–1799), marquesa de Flavacourt. Ela foi única das cinco irmãs que não compartilhou a cama com Luís XV. Ela se casou com François-Marie de Fouilleuse, marquês de Flavacourt, que ameaçou matá-la se ela se tornasse "uma prostituta como as irmãs";[11]
5. Marie-Anne (1717-1744), marquesa de La Tournelle e depois duquesa de Châteauroux. Amante de Luís, ela se recusou a ter relações sexuais com o rei até que ele provasse seu amor concordando em lhe dar o título de duquesa, o que concretizou-se com o monarca a nomeando "Duquesa de Châteauroux".[12]

A marquesa de Nesle era famosa por sua natureza namoradeira durante la Régence (Regência). Ela foi amante do duque de Richelieu que, todavia, tinha outra amante, a viscondessa de Polignac. A marquesa, recusando-se a compartilhar seu amante, decide desafiar a viscondessa para um duelo. Em 10 de setembro de 1718, eles lutam com armas. Ela é ferida no ombro e o duque declara: "Essas senhoras foram muito gentis em lutar por mim. Não sacrificaria um fio de cabelo da minha cabeça, nem a uma nem a outra".
Então ela interrompeu o relacionamento com Richelieu e se tornou amante de Luís Henrique, duque de Bourbon, com quem teve uma filha, Henriette de Bourbon (1725–1780), que em 1740 se casou com Jean Roger de Laguiche, marquês de Laguiche e conde de Sivignon.
Em 1725, ela foi uma das damas nobre nomeadas para a comitiva da nova rainha, Maria Leszczyńska, em grande parte devido à sua posição e conexão com o duque de Bourbon. Ela serviu como Dame du Palais (Dama do Palácio) da rainha até sua morte em 1729 e foi sucedida em seu cargo por sua filha mais velha, Louise Julie de Mailly-Nesle.
A marquesa de Nesle morreu em 12 de outubro de 1729 e foi enterrada na Igreja Colegiada de Notre-Dame de Nesle.[carece de fontes?]